# Star Ocean: The Second Story
A Star Ocean: The Second Story (スターオーシャン セカンドストーリー; Hepburn: Sutā Ōshan Sekando Sutōrī) akció-szerep videójáték, melyet a tri-Ace fejlesztett és az Enix jelentetett meg PlayStationre. A Second Story a Star Ocean sorozat második játéka, első, amely Japánon kívül is megjelent; Észak-Amerikába 1999 májusában, míg Európába 2000 áprilisában jutott el. A játék science fantasy univerzumban játszódik, történetének középpontjában Claude Kenny, egy földi űrutazó vállalat fiatal kadétja áll, aki egy fejletlen, középkori szintű bolygón reked. Itt számos kísérőre talál, akik társaságában meg kell akadályoznia egy gonosz szervezet bolygókat átölelő terveit, illetve meg kell találnia a hazavezető utat. A játék számos manga- és animeadaptáció alapját is képezte.
A Tose fejlesztésében Star Ocean: Second Evolution (スターオーシャン2 セカンド エヴォリューション; Hepburn: Sutā Ōshan 2 Sekando Evoryūshon) címmel egy feljavított átirat is megjelent PlayStation Portable kézikonzolra, 2008 áprilisában Japánban, illetve 2009-ben Észak-Amerikában, Európában és Ausztráliában is. Ebben a Production I.G által készített új animált átvezető jelenetek, újrakevert zenei anyag és új történetelemek is helyet kaptak.
A 2015-ös Tokyo Game Show játékkiállításon bejelentették, hogy a játékot PlayStation Vita és PlayStation 4 konzolokra is át fogják írni. Ezek a változatok 2015. október 28-án jelentek meg Japánban, amit 2015. december 24-én egy PlayStation 3-átirat követett.

## Játékmenet
A Second Story lehetőséget ad a játékosoknak, hogy Claude vagy Rena szerepét öltsék magukra, a játék történetének végkifejletére a játékos által meghozott döntések is befolyással vannak. A Second Story játékmenete nagy vonalakban megegyezik a legtöbb szerepjátékkal. A játékos városról városra, kazamatáról kazamatára vándorol, miközben előregördíti a központi történetet, illetve alkalmanként attól elszakadva különböző mellékküldetéseket is teljesíthet. A szereplők tapasztalati pontokat szereznek a csatákban, aminek eredményeként szintet léphetnek, így az idő előrehaladtával, ahogy egyre több harcot vívnak meg fokozatosan erősödnek.
Mivel a játék a Star Ocean franchise része, így számos eltérést is felmutat az átlagos szerepjátékokkal szemben. A harcok jóval akcióközpontúbbak; valós időben játszódnak, mely alatt a játékosok szabadon irányíthatják a szereplőiket, ellenben a menükből kiválasztható lehetőségekkel szemben. A harcok tág csatatéren történnek, ahol a játékos szereplője korlátozások nélkül mozoghat, így lehetőség van az ellenfelekkel szemtől szemben megmérkőzni, de oldalba is lehet őket támadni. A többi, legfeljebb 3 szereplőt a mesterséges intelligencia irányítja, azonban a játékos hat előre meghatározott lehetőség mentén megszabhatja, hogy társai milyen stratégiát kövessenek.
A játékban széles körű készségrendszer van. A készségeket a játék boltjaiban kilenc különböző csoportba osztva lehet megvásárolni, ha egy ilyen módon megnyílik, akkor utána azt a csatákban szerzett készségpontokkal még meg kell taníttatni a szereplőkkel. Bizonyos készségek megnövelik a szereplők statisztikáit, néhány szakkészségeket nyit meg, míg néhány különböző előnyöket ad a csatákban. A szakkészségek, így a gyógynövénytan, a főzés, az írás, a zeneszerzés és a zenei készségek, a zsebtolvajlás vagy az edzés segítségével a szereplők különböző tárgyakat tudnak létrehozni. Ezeken felül a játékos egész csapata hozzájárulhat a szuper szakkészségekhez, így a mesterséf, a kovács, a könyvkiadás vagy a hamisítás képességekhez. Minden létrehozott tárgy valamilyen kézzelfogható előnyt hordoz magával; az ételek életpontokat vagy varázspontokat töltenek vissza, az edzéssel megnövelhető a tapasztalati pontok szerzésnek mértéke, míg a megírt regényeket be lehet küldeni a kiadóknak, majd a jogdíjakat lehet utánuk beszedni, azonban minden tárgy létrehozása fogyóeszközökbe kerül, és az is előfordulhat, hogy semmi érdemleges sem nyerhető ki belőlük.
Ezeken felül egy „privát cselekedetek” névre keresztelt mechanika is van a játékban, amely lehetőséget ad a játékosnak, hogy befolyásolja a szereplői közötti kapcsolatokat. Egy privát cselekedet során a játékos csapata egy város meglátogatása során ideiglenesen szétválik, hogy a szereplők bevásároljanak, meglátogassák a barátaikat és családtagjaikat vagy, hogy egyszerűen csak pihenjenek. A játékos főszereplője – Claude vagy Rena – ez alatt szóba elegyedhet a társaival, ami során gyakran vagy jobban megkedvelnek vagy jobban megutálnak egy másik szereplőt. Ez a „kapcsolatpont” mechanika jelentős behatással lehet a csatákra, például, ha az egyik szereplő közeli barátja elesik egy csatában, akkor rövid ideig jelentős harci előnyökhöz juthat. A rendszer azt is meghatározza, hogy a játékos végül melyik végkifejletet látja, mivel mindegyik csapattag jelenete másképp zajlik le attól függően, hogy kivel vagy kivel nem barátkozott össze. A játéknak összesen 86 megnyerése van.

## Cselekmény
A Star Ocean: The Second Story húsz évvel az első játék, a Star Ocean után játszódik. Történetének középpontjában Claude C. Kenny, Ronyx J. Kenny fia és az Expel bolygón élő fiatal Rena Lanford áll. Claude nemrég csatlakozott zászlósként a Földi Szövetséghez, ahol apja felügyelete alatt megkapja első küldetését. A megbízása szerint fel kell mérnie a Milocinia nevű bolygót, ahol egy titokzatos energiamező jelent meg. A Milocinián egy rejtélyes eszközre bukkannak, amit Claude a felettesei parancsát figyelmen kívül hagyva közelebbről is meg akar vizsgálni. Amint közelebb ér a gép bekapcsol, majd az Expel nevű bolygóra teleportája. Az Expelen Claude megismerkedik Renával, aki a bolygó legendáiban feltűnő „fény hősének” véli őt, mivel a „fény kardját” (a rendszeresített fáziságyút) és „idegen öltözetet” visel. A lány a feltételezésének megerősítése végett elviszi őt a falujába, Arliába.
Arliában elmondják Claude-nak, hogy egy meteorit csapódott Expelbe, ami után szinte azonnal szörnyek jelentek meg és egyre gyakoribb rendszerességgel történtek természeti katasztrófák. A helyiek úgy vélik, hogy az események összefüggnek, így „varázsgömbnek” kezdték nevezni a meteoritet. Ugyan Claude elmagyarázza, hogy ő nem a fény hőse, de felajánlja, hogy utánajár a varázsgömbnek, annak reményében, hogy az közelebb viszi a hazajutásban. Rena a fiú segítségre siet reménykedve, hogy megtud valamit a saját múltjáról.
Ugyan Claude és Rena, illetve társaik kalandozásai hosszú ideig tart, azonban végül elérik a varázsgömböt, ahol a Tíz bölcsek nevű szervezettel találják szembe magukat. A varázsgömb, amit a tíz bölcs „kvadratikus gömbnek” hív, egy olyan készülék, amit a szervezet azért vitt az Expelre, hogy azt az Energianede nevű hatalmas energiaformációba vezessék, ahonnan több ezer éve száműzték őket. Elképzeléseik szerint Expelt „hajóként” használva jutnának vissza az Energianedébe. Tervük sikerrel jár, az Expel megsemmisül az Energianedével való ütközésben.
Claude és Rena ismeretlen körülmények között túlélik az ütközést és az Energianedén térnek magukhoz. Itt Narl polgármester felfedi nekik a tíz bölcs kilétét, hogy miért száműzték őket, és azt, hogy visszatérésük azt jelenti, hogy fejlett heraldikával (varázslattal) az egész univerzumot el akarják pusztítani. Narl azt is elmondja, hogy az Energianede az idő-visszafordítás erőteljes heraldikájával vissza tudja állítani az Expelt, azonban erre csak akkor van lehetőség, ha a tíz bölcseket legyőzik. Claude és Rena csatlakozik az ellenálláshoz, különböző utakra indulnak, hogy megerősítsék magukat, illetve, hogy többet megtudjanak az ellenségről.
Végül Claude és Rena a barátaik társaságában rajtaüt a tíz bölcsek fienali erődítményén, ahol végleg véget vetnek az ellenségeiknek. A játék végkifejlete a játékos csapatának tagjainak sorsát meséli el, és valamelyest eltér, ha a játékos a privát cselekedeteken keresztül nem fedi fel a tíz bölcsek valódi kilétét és létezésük okát.

## Second Evolution
A Star Ocean: Second Evolution a Star Ocean: The Second Story feljavított átirata PlayStation Portable kézikonzolra, melyet a Tose fejlesztett. A Second Story a Star Ocean: First Departure utódja. A játék első részleteit a 2007-es Square Enix Party keretén belül jelentették be. Jamagisi Josinori, a sorozat producere elmondta, hogy azt szeretné, ha a feljavított átiratok teljesen új játékoknak érződjenek. A játék 2008. április 2-án jelent meg Japánban, 2009. január 19-én Észak-Amerikában, 2009. február 12-én Ausztráliában, illetve 2009. február 13-án Európában.
A Second Evolution új tartalmakat is felvonultat; számos készséget teljesen újradolgoztak, a harcrendszert finomították, illetve egy új játszható szereplő, illetve 13 új végkifejlet (így ezek száma összesen 99 lett) is helyet kapott. A Production I.G új szereplőportrékat és átvezető animációkat is készített a játékhoz. A szereplőket új szinkronszínészek szólaltatják meg, akikkel jóval több sort vetettek fel. A játék nyitófőcím dalát, a Startot a Scandal japán pop-rock együttes adja elő.
A Hori japán perifériagyártó vállalat Second Evolution témájú PlayStation Portable-kiegészítőcsomagot is megjelentetett a játékkal párhuzamosan, 2008. április 2-án. A csomag részét egy korlátozott példányszámú szürke PlayStation Portable-védőtok, ahhoz illő fejhallgató, egy mobiltelefonszíj, illetve a First Departure és Second Evolution játékok tárolására alkalmas UMD-tartók képezték.

## Fogadtatás
| Összegzőoldal | Értékelés                |
| ------------- | ------------------------ |
| GameRankings  | (PS) 79% (PSP) 77%       |
| Metacritic    | (PS) 80/100 (PSP) 75/100 |

| Szerző        | Értékelés                |
| ------------- | ------------------------ |
| 576 Konzol    | (PS) 89%                 |
| Famicú        | (PS) 33/40               |
| Game Informer | (PS) 7,5/10 (PSP) 7/10   |
| GameSpot      | (PS) 8,3/10 (PSP) 7,5/10 |
| IGN           | (PS) 8,8/10 (PSP) 8/10   |
| RPGFan        | (PS) 90/100 (PSP) 80/100 |

A Star Ocean: The Second Story kereskedelmi sikernek bizonyult, körülbelül 1,09 millió példányt adtak el belőle világszerte, ebből több mint 700 000-et csak Japánban, míg a maradék 370 000 példányt a szigetországon kívül. A játék az 1998-as év 13. legkelendőbb videójátéka volt Japánban. A játék sikerei ellenére nem kelt el belőle elég példány Észak-Amerikában, hogy újra megjelenjen Greatest Hits árvonalban. Az 576 Konzol 89%-ra értékelte a játék PlayStation-verzióját, kiemelve, hogy „Nagyon jó játék a Star Ocean 2, ha a kissé szokatlan harci rendszert megszokjuk, akkor nagyon bele lehet lendülni – RPG rajongóknak igazi csemege az anyag.”
A Star Ocean: Second Evolutionből 2008. november 30-ig 141 218 példányt adtak el Japánban. A Star Ocean: Second Evolution 143 434 eladott példánnyal a 2008-as év 90. legkelendőbb videójátéka volt Japánban.

## Manga- és animeadaptációk
A játékból Azuma Majumi tollából egy hétkötetes mangasorozat is készült. A sorozat a Sónen Gangan magazinban jelent meg, első fejezete 1999. június 22-én, míg az utolsó 2001. december 21-én. A manga a történet lezárása nélkül ért véget.
A Studio Deen a mangasorozat alapján egy 26 epizódos animesorozatot is készített Star Ocean EX néven, melyet a TV Tokyo sugárzott 2001. április 3-a és 2001. szeptember 25-e között. A Geneon Entertainment DVD-n Észak-Amerikában is megjelentette a sorozatot. A történet mind a mangában, mind az animében lezáratlanul maradt, így az anime szinkronstábjával öt dráma CD-t is felvettek.